# Futbolniy Klub Mariupol
FC Mariupol (em ucraniano: Футбольний клуб Маріуполь, em russo: Футбольний клуб Мариуполь) foi um clube de futebol profissional ucraniano da cidade de Mariupol. O time encerrou suas atividades depois de ter sua infraestrutura toda destruída por conta dos ataques russos.

## Homenagem da Associação Atlética Batel
Em 23 de abril de 2023, o Batel anunciou sua mudança de nome temporariamente para FC Mariupol, uma homenagem ao clube extinto devido à invasão na Ucrânia pela Rússia em 2022, após ter sua infraestrutura destruída.
O motivo da mudança de nome foi explicado pelo presidente do clube:

Escudo antigo

"Nosso clube e nossa região tem muita identificação e carinho pelo povo ucraniano. A ideia é ajudar a manter vivo o FC Mariupol, que era um orgulho e a grande paixão da cidade, até que eles possam realmente retornar as suas atividades."— Alex Lopes, presidente do Batel